# El Muey
El Muey es una localidad del estado mexicano de Jalisco. Es parte del municipio de El Salto.

## Toponimia
El nombre «El Muey» es un apócope de su nombre original: «El Muelle».

## Demografía
| Gráfica de evolución demográfica |
|                                  |

| Censo | Población |
| ----- | --------- |
| 1921  | 62        |
| 1930  | 59        |
| 1940  | 28        |
| 1950  | 49        |
| 1960  | 49        |
| 1970  | 78        |
| 1980  | 175       |
| 1990  | 423       |
| 2000  | 938       |
| 2010  | 1 587     |
| 2020  | 1 927     |